# Mykola Karpiouk
Mykola Karpyuk (en ukrainien : Микола Андронович Карпюк, Mykola Andronovych Karpyuk) est un militant politique ukrainien et ancien vice-dirigeant de l'Assemblée nationale ukrainienne - Autodéfense ukrainienne (UNA-UNSO) ainsi qu'un membre du conseil central du Secteur droit. En mai 2016, il est accusé d'avoir participé à la première guerre de Tchétchénie et condamné par le régime russe à 22,5 ans de prison. La société russe de défense des droits civiques Memorial l'a reconnu comme prisonnier politique.

## Biographie
Mykola Karpyuk était le président de la cellule Rivne de l'Assemblée nationale ukrainienne. En 1992, il participe à la guerre de Transnistrie aux côtés de la Transnistrie et à la guerre d'Abkhazie, en 1993, il combat aux côtés de la Géorgie. Il participe aux élections législatives ukrainiennes de 1998 et 2002 pour l'UNA-UNSO, mais le parti n'a pas réussi à décrocher de sièges à la Verkhovna Rada lors de ses deux participations.
En 2001-2002, il y a eu une scission au sein de l'UNA-UNSO. Lors du congrès de novembre 2001, Mykola Karpyuk est élu nouveau président de l'UNA-UNSO. En 2000-2001, il participe à l'action « L'Ukraine sans Koutchma », lors de laquelle il est arrêté et condamné à 4,5 ans de prison. En 2004, il est libéré de prison. Au cours de l'Euromaïdan, il rejoint l'organisation Secteur droit et devient une figure de proue au sein de l'organisation.

### Arrestation et détention
Mykola Karpyuk est kidnappé à la frontière russo-ukrainienne en 2014 et arrêté, selon sa famille. Après son arrestation, Mykola Karpyuk, ainsi qu'un autre détenu ukrainien en Russie, Stanislav Klykh, ont été accusés de participation aux hostilités pendant la première guerre de Tchétchénie aux côtés de la République tchétchène d'Itchkérie, de tentative de meurtre et d'assassinats de militaires des forces armées de la Russie en 1994-1995. Les accusations se fondent sur le témoignage d'Alexandre Malofeev, qui a été condamné à 24,5 ans d'emprisonnement, et qui aurait été membre du détachement Viking. Klykh et Karpyuk ont nié s'être rendus en Tchétchénie.
Amnesty International a qualifié d'inéquitable le procès contre Karpyuk et Klykh. Ils se sont vu refuser l'accès à des avocats et ont affirmé avoir été torturés pendant leur incarcération. En 2018, Lyudmyla Denisova, commissaire aux droits de l'homme en Ukraine, s'est vu refuser l'accès à Mykola Karpyuk et à son co-prisonnier politique Oleh Sentsov.

### Libéré avec échange
Mykola Karpyuk est libéré avec échange de prisonniers entre la Russie et l'Ukraine, 35 prisonniers contre 35, le 7 septembre 2019. Lorsque l'avion avec 35 Ukrainiens libérés a atterri à Kiev, ils sont accueillis par le président Volodymyr Zelensky et ses proches.